# Paul Kagame
Paul Kagame (/kəˈɡɑːmeɪ/;; sinh ngày 23 tháng 10 năm 1957) là một chính trị gia Rwanda và cựu lãnh đạo quân đội. Ông hiện là Tổng thống Rwanda, đã nhậm chức vào năm 2000 khi người tiền nhiệm của ông, Pasteur Bizimungu, từ chức. Kagame trước đây đã chỉ huy lực lượng phiến quân chấm dứt cuộc diệt chủng năm 1994 ở Rwanda. Ông được coi là nhà lãnh đạo thực tế của Rwanda khi ông giữ chức Phó Tổng thống và Bộ trưởng Bộ Quốc phòng từ năm 1994 đến năm 2000. Ông được bầu lại vào tháng 8 năm 2017 với kết quả chính thức gần 99% trong một cuộc bầu cử bị chỉ trích vì nhiều bất thường. Ông đã được mô tả là những nhà lãnh đạo châu Phi "ấn tượng nhất" và "trong số những người đàn áp nhất".
Kagame được sinh ra trong một gia đình Tutsi ở miền nam Rwanda. Khi ông hai tuổi, cách mạng Rwanda đã chấm dứt hàng thế kỷ thống trị chính trị của người Tutsi; gia đình anh chạy trốn đến Uganda, nơi anh dành phần còn lại của thời thơ ấu. Vào những năm 1980, Kagame đã chiến đấu trong quân đội nổi dậy của Yoweri Museveni, trở thành một sĩ quan quân đội cấp cao của Hồi giáo sau khi những chiến thắng quân sự của Museveni đưa ông đến tổng thống của Ucraina. Kagame gia nhập Mặt trận Yêu nước Rwanda (RPF), đã xâm chiếm Rwanda vào năm 1990. Lãnh đạo RPF Fred Rwigyema chết sớm trong chiến tranh và Kagame nắm quyền kiểm soát. Đến năm 1993, RPF kiểm soát lãnh thổ quan trọng ở Rwanda và lệnh ngừng bắn đã được đàm phán. Vụ ám sát Tổng thống Rwanda Juvénal Habyarimana đã khởi đầu cuộc diệt chủng, trong đó những kẻ cực đoan người Hutu đã giết chết khoảng 500.000 đến 1.000.000 người Tutsi và người Hutu ôn hòa. Kagame nối lại cuộc nội chiến, và kết thúc cuộc diệt chủng bằng một chiến thắng quân sự.